# Michel Rabagliati
Pour les articles homonymes, voir Rabagliati.
Œuvres principales
Paul
Michel Rabagliati (né le 28 février 1961 à Montréal, au Canada) est un auteur québécois de bande dessinée. Son personnage le plus connu est Paul.

## Biographie
Michel Rabagliati naît dans le quartier de Rosemont à Montréal. Il fréquente l'école secondaire Antoine-de-Saint-Exupéry, le Collège Ville-Marie, le collège Ahuntsic en typographie et obtient un diplôme en graphisme au Collège Salette à Montréal. Il œuvre à son compte dans le graphisme à partir de 1981 et se lance dans l'illustration publicitaire et éditoriale à partir de 1988. Dès lors, il travaille pour différents magazines de Montréal, de Toronto et des États-Unis.
Admirateur d'André Franquin, il publie sporadiquement des planches d'humour dans quelques fanzines québécois comme Nosferatu de Ronald Mc Gregor (1989 - les trois planches de Rabagliati côtoyaient celles de Denis Rodier, Moebius, Hugo Pratt, Gene Colan et plusieurs autres et le tirage était limité à 100 copies, vendu à 1 $ l'unité) et L'Organe publié par Marc Tessier (où publie aussi Julie Doucet) . Mais c'est en 1998 qu'il crée son personnage le plus connu, Paul, publié aux éditions de la Pastèque en français et Drawn and Quarterly en anglais.
En 2002, son deuxième titre Paul a un travail d'été remporte le prix Bédéis Causa décerné par le Festival de la bande dessinée francophone de Québec, ainsi qu'un Harvey Award aux États-Unis. Depuis, plusieurs prix lui ont été décernés dont le Doug Wright Award pour la meilleure bande dessinée canadienne en 2006 ainsi qu'une mention spéciale du Prix des libraires du Québec en 2006 pour l'ensemble de son œuvre. En 2008, il illustre la pochette du CD La ligne orange, du groupe Mes Aïeux, pour laquelle le groupe reçoit le prix Félix pour la pochette de disque de l'année au Gala de l'industrie de l'ADISQ 2009.
Son sixième album, Paul à Québec, reçoit le prix du public lors du Festival international de la bande dessinée d'Angoulême de 2010. Un long métrage, Paul à Québec, en est également tiré en 2015, réalisé par François Bouvier, et produit par Caramel Films, mettant en vedette, entre autres Gilbert Sicotte, François Létourneau, Julie LeBreton et Louise Portal.
L'exposition Paul au musée, diffusée du 17 septembre au 1er novembre 2015 au Musée national des beaux-arts du Québec, rassemble plus de 100 planches et dessins de Rabagliati, mettant en évidence la démarche créative de l'auteur et faisant plonger le spectateur dans les recoins de son univers.
Paru en novembre 2019, Paul à la maison figure dans la sélection pour le fauve d'or au Festival d'Angoulême 2021.
En 2021, il participe à la campagne Écrire, ça libère ! – organisée par Amnesty International.
En mai 2023, l'organisme MU rend hommage à Rabagliati avec une murale intitulée Paul en appartement à 4802, rue Saint-Denis,. On lui décerne l'Ordre national du Québec la même année.
En octobre 2023, il publie Rose à l'île. C'est une suite des Paul, mais sous un format différent, plus proche du roman illustré,,.

## Publications
En français
- Paul à la campagne, La Pastèque, Montréal, 1999, 48 p.
- Paul a un travail d'été, La Pastèque, Montréal, 2002, 152 p.
- Paul en appartement, La Pastèque, Montréal, 2004, 114 p.
- Paul dans le métro, La Pastèque, Montréal, 2005, 114 p.
- Paul à la pêche, La Pastèque, Montréal, 2006, 208 p.
- « Tourisme extrême », dans Plan cartésien (Cyclope opus 3), Mécanique générale | Les 400 coups, Montréal, 2006, p. 43-46.
- Paul à Québec, La Pastèque, Montréal, 2009, 184 p.
- Paul au parc, La Pastèque, Montréal, 2011, 160 p.
- Paul dans le Nord, La Pastèque, Montréal, 2015, 184 p.
- Paul à Montréal, (album hors série pour le 375e anniversaire de Montréal) La Pastèque, Montréal, 2016[15], 64 p.
- Paul à la maison, La Pastèque, Montréal, 2019, 208 p.
- Paul : entretiens et commentaires, (Ouvrage de référence co-écrit avec Michel Giguère) La Pastèque, Montréal, 2021, 304 p.[2]
- Rose à l'île, La Pastèque, Montréal, 2023, 247 p.

En anglais
- Paul Apprentice Typographer in Drawn and Quarterly, vol. 3, Montréal, mai 2000, p. 130-144.
- Paul in the Country, Éd. Drawn & Quarterly. 26 pages.
- Paul Has a Summer Job, Éd. Drawn and Quarterly. 152 pages.
- Paul in the Metro in Drawn & Quarterly annual, vol. 5. 14 pages.
- Paul Goes to the Hardware Store in Cyclops. 10 pages.
- Paul Moves Out, Éd. Drawn & Quarterly. 114 pages.
- Paul Goes Fishing, Éd. Drawn & Quarterly. 208 pages.
- The Song of Roland, Éd. Conundrum Press. 184 pages.
- Paul Joins the Scouts, Éd. Conundrum Press. 160 pages.
- Paul Up North, Éd. Conundrum Press. 184 pages.

En espagnol
- Paul va a trabajar este verano, Éd. Fulgencio Pimentel. 152 pages.
- Paul en el campo, Éd. Fulgencio Pimentel. 120 pages.
- Paul se muda, Éd. Astiberri. 114 pages.
- Paul va de pesca, Éd. Astiberri. 208 pages.
- Paul en Quebec, Éd. Astiberri. 184 pages.

En Italien
- Paul ha un lavoro estivo, Éd. Coconino Press. 152 pages.

En néerlandais
- Pauls vakantiebaantje, Éd. Oog & Blik. 152 pages.
- Paul op het platteland, Éd. Oog & Blik. 48 pages.

En allemand
- Pauls Ferienjob, Édition52. 152 pages.

En croate
- Paulov ljetni posao, Éd. Fibra 152 pages.

En chinois
- 不必为我歌唱, 新经典文化 / 四川美术出版社
- 当尘埃落尽, 新经典文化 / 四川美术出版社

## Filmographie
- 2015 : Paul à Québec, réalisé par François Bouvier. Michel Rabagliati a co-écrit le scénario avec le réalisateur.

## Au théâtre
- 2024 : Paul à la maison, mis en scène par Lorraine Côté au Théâtre du Trident de Québec. L'adaptation de la BD à la scène est de la comédienne et dramaturge Anne-Marie Olivier. Michel Rabagliati a co-écrit le texte avec elle[16].

## Prix et récompenses
Lauréat de trois des six premiers prix Doug Wright, Rabagliati est le seul triple récipiendaire de ce prix.
- 2001 :  Prix Harvey du meilleur nouveau talent pour Paul à la campagne
- 2002 :
  - Prix Bédélys Québec pour Paul a un travail d'été
  - Prix Bédélys Média pour Paul a un travail d'été
  - Prix BD Québec du meilleur album de l'année pour Paul a un travail d'été
- 2003 : Prix Réal-Fillion du festival de Québec pour Paul a un travail d'été
- 2006 : Prix Doug-Wright du meilleur livre pour Paul en appartement
- 2007 : Prix Joe-Shuster du créateur préféré (langue française) pour Paul à la pêche
- 2010 : 
  -  Fauve Fnac SNCF - Prix du Public du festival d'Angoulême pour Paul à Québec
  - Prix Joe-Shuster du meilleur auteur pour Paul à Québec
- 2013 : Prix Doug-Wright du meilleur livre pour Paul à Québec
- 2014 : Prix Doug-Wright du meilleur livre pour Paul au parc
- 2017 : Compagnon de l'ordre des arts et des lettres du Québec[17], décerné par le Conseil des arts et des lettres du Québec.
- 2021 : 
  -  Prix de la série du festival d'Angoulême 2021 pour Paul à la maison[18].
  -  Chevalier de l'ordre des Arts et des Lettres français.
- 2022 : Prix Joe-Shuster 2021 du meilleur auteur pour Paul à la maison[19]
- 2022 : Prix Athanase-David[20]
- 2023 : Ordre national du Québec
- 2025 : Membre de l'Ordre du Canada[21]